# Harrower Glacier
Der Harrower Glacier ist ein Gletscher in der nördlichen Wind River Range im Westen des US-Bundesstaates Wyoming. Er liegt in einem Kar unmittelbar westlich der kontinentalen Wasserscheide unweit des Hauptkamms der Gebirgskette auf ca. 3650 m Höhe unterhalb des Knife Point Mountain im Osten sowie des Harrower Peak im Südwesten. Der Gletscher befindet sich innerhalb der Bridger Wilderness des Bridger-Teton National Forest und liegt südwestlich des Knife Point Glacier sowie südlich des Indian Pass. Der Harrower Glacier entwässert sich über mehrere namenlosen Bäche und Seen in den Island Lake und über Fremont Creek und Pine Creek in den Fremont Lake nordöstlich von Pinedale. Zusammen mit einigen umliegenden Gletschern, die sich östlich und westlich des Hauptkamms der Wind River Range verteilen, bildet der Harrower Glacier die größte Ansammlung von Gletschern in den US-amerikanischen Rocky Mountains.

## Belege
1. ↑  Geonames. Abgerufen am 29. Januar 2024.
2. ↑  Harrower Glacier | Natural Atlas. Abgerufen am 29. Januar 2024.